# Olympique Lyonnais
Olympique Lyonnais (phát âm tiếng Pháp: [ɔlɛ̃pik ljɔnɛ]), thường được gọi đơn giản là Lyon (phát âm tiếng Pháp: [ljɔ̃]) hay OL, là một câu lạc bộ bóng đá Pháp có trụ sở ở thành phố Lyon, vùng Auvergne-Rhône-Alpes. Câu lạc bộ thành lập vào năm 1950 từ việc sáp nhập giữa ba đội FC Lyon, AS Villeurbanne và Lyon Olympique Universitaire - một câu lạc bộ tồn tại từ năm 1899.
Lyon hiện nay lấy sân Parc Olympique Lyonnais làm sân nhà. Chủ sở hữu của câu lạc bộ từ đầu tháng 5 năm 2023 là doanh nhân người Mỹ John Textor, thay thế cho Jean-Michel Aulas, người đã lãnh đạo đội bóng từ năm 1987 cho đến đầu năm 2023. Mùa bóng năm nay Lyon đang thi đấu tại Ligue 1 và Coupe de France.
Câu lạc bộ là một trong những đội bóng giàu thành tích nhất của bóng đá Pháp, với bảy chức vô địch quốc gia liên tiếp giành được từ năm 2002 cho đến năm 2008. Lyon cũng đã có 18 mùa giải thi đấu ở UEFA Champions League. Mùa giải 2009-10 và 2019-20 là những mùa giải thành công nhất trong lịch sử câu lạc bộ tại đấu trường này khi họ vào đến bán kết. Đội bóng nữ của câu lạc bộ hiện nay cũng là đội bóng số một của nền bóng đá đất nước hình lục lăng, sau khi giành chức vô địch Pháp trong năm mùa giải gần đây nhất, nâng số chức vô địch quốc gia mà họ đã giành được lên tổng cộng 17 lần trong lịch sử tồn tại của mình, họ cũng lập kỉ lục giành được 8 chức vô địch UEFA Women's Champions League vào các năm 2011, 2012, 2016, 2017, 2018, 2019, 2020 và 2022.
Đối thủ truyền kiếp của đội bóng là AS Saint-Étienne, là thế lực một thời của nước Pháp có trụ sở ở Saint-Étienne. Hằng năm hai đội sẽ thường có những trận Derby vùng Rhône, nổi tiếng bởi bầu không khí căng thẳng, độ máu lửa và sự cuồng nhiệt của các cầu thủ trên sân cũng như các cổ động viên trên khán đài.
Serge Chiesa là cầu thủ ra sân nhiều nhất cho Lyon với 541 trận đấu, còn Fleury Di Nallo là cầu thủ ghi bàn nhiều nhất lịch sử câu lạc bộ với 222 bàn thắng.

## Lịch sử đội bóng

### Giai đoạn khởi đầu

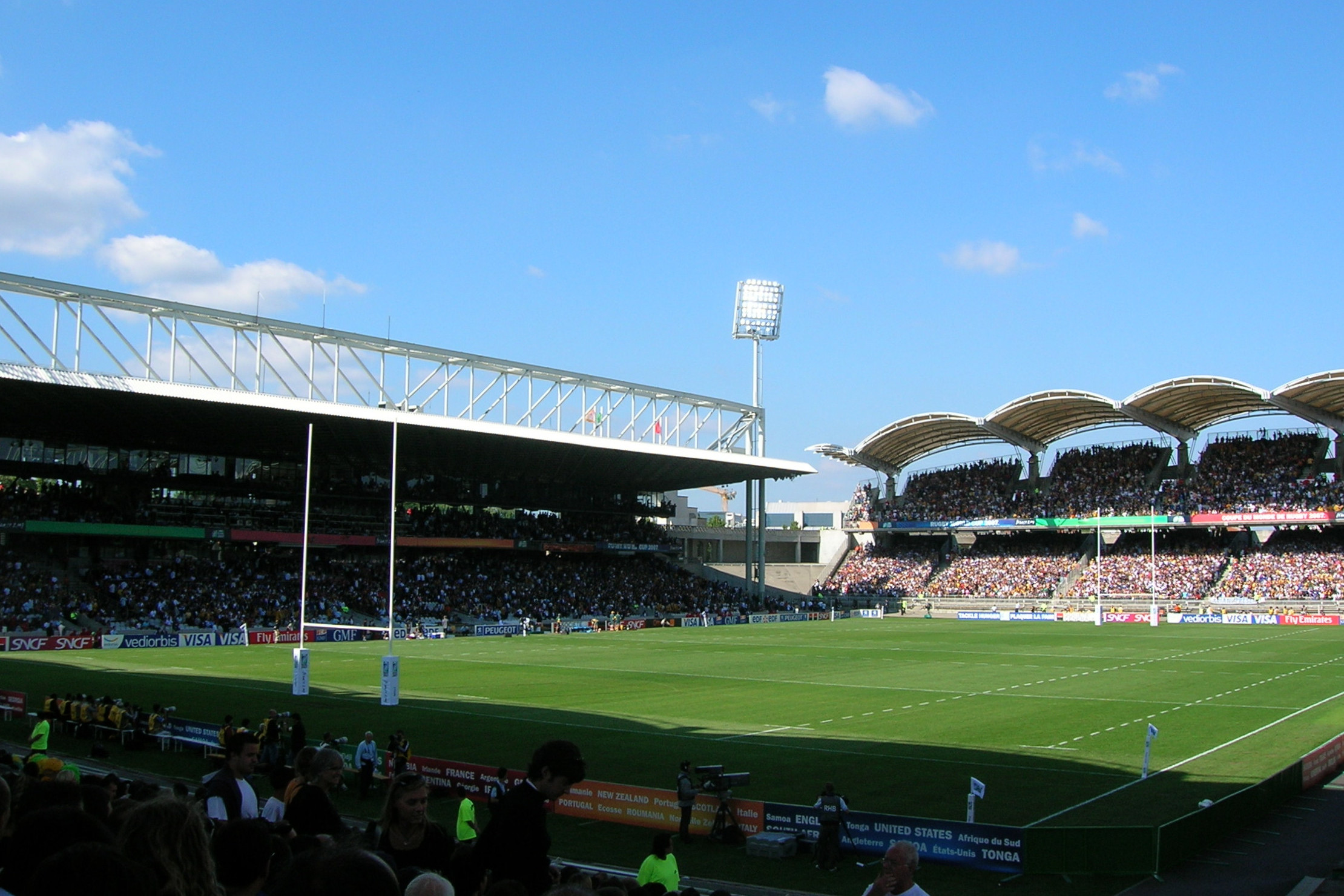
Sân vận động cũ Stade de Gerland của Lyon

" Lyon Olympique ", là một câu lạc bộ thể thao (gồm nhiều bộ môn khác nhau) được thành lập vào năm 1896 dưới cái tên Racing Club de Lyon, đội bóng đá của câu lạc bộ được thành lập sau đó ba năm (vào năm 1899). Đây chính là đội bóng đá đầu tiên ở Lyon lọt vào vòng chung kết giải vô địch bóng đá Pháp do liên đoàn USFSA tổ chức vào năm 1906. Tại giải đấu năm đó, đội đã gặp Olympique de Marseille ở vòng 1/8. Sau trận hòa 2-2 ở lượt đi, đội bóng thành phố Lyon đã không đến Marseille để chơi trận lượt về.
Những năm sau đó, đội mang tên " Lyon Olympique Universitaire " (thường được gọi tắt là " LOU ") có gặt hái được một số thành công nhất định nhưng sự phát triển còn hạn chế do vẫn chỉ là đội nghiệp dư thành viên của một câu lạc bộ thể thao (gồm nhiều bộ môn khác nhau), chứ không phải là một câu lạc bộ bóng đá biệt lập. Đồng thời, thành phố Lyon, và nhất là thị trưởng thời đó là ông Édouard Herriot không thực sự ủng hộ bóng đá. Chính sách của thành phố thời đó là phát triển phong trào thể thao quần chúng hơn là đầu tư vào một đội bóng chuyên nghiệp. Phải đến cuối Chiến tranh thế giới thứ hai, kế hoạch chuyên nghiệp hóa đội bóng đá của LOU mới được triển khai. Felix Louot, một doanh nhân của thành phố trong lĩnh vực buôn bán giày, lên nắm đội bóng đá của Lyon Olympique Universitaire và đầu tư vào đó từ năm 1944 cho đến năm 1950 tổng cộng hơn 13 triệu franc để xây dựng nền bóng đá chuyên nghiệp ở Lyon. Câu lạc bộ ngay lập tức giành chức vô địch bóng đá Pháp miền Nam vào năm 1945 và lọt vào tứ kết cúp nước Pháp năm đó.
Tuy nhiên, những phức tạp nảy sinh trong việc đội bóng đá vẫn không phải là một tổ chức độc lập, việc va chạm với phần còn lại của LOU vẫn hoạt động nghiệp dư, khiến Trillot và một số người bạn của ông có ý tưởng thành lập một mô hình hoạt động mới. Cuộc họp đầu tiên bàn về vấn đề này được tổ chức ngày 19 tháng 5 năm 1950 tại quán Brasserie de la République. 4 ngày sau đó, tức ngày 23 tháng 5 năm 1950, câu lạc bộ bóng đá " Olympique de Lyon et du Rhône " được tuyên bố thành lập tại quán Café Neuf và lấy sân vận động Stade de Gerland làm sân nhà. Bác sĩ Marcel Trillat đề nghị chọn hai màu đỏ và xanh, màu biểu tượng của thành phố Lyon, làm màu của câu lạc bộ. Ngày 27 tháng 5, điều lệ hoạt động được soạn thảo xong. Đến ngày mùng 05 tháng 6, OL và LOU ký thỏa thuận đồng ý cho việc chuyển giao. Oscar Heisserer, cựu đội trưởng đội tuyển Pháp, huấn luyện viên của LOU vào mùa bóng trước đó, tiếp tục được giao đảm nhận nhiệm vụ này tại OL. Ngày 26 tháng 8 năm 1950, Olympique Lyonnais thi đấu trận đầu tiên của mình tại giải hạng hai Pháp.

### Lên hạng rồi lại rớt hạng
Olympique Lyonnais bắt đầu mùa giải đầu tiên của mình ở giải hạng nhì vào năm 1950. Đội đặt mục tiêu thăng hạng ngay tại mùa bóng đầu tiên. Sau chuỗi 10 trận bất bại vào đầu mùa giải (trong đó có 9 trận thắng), đội có một số kết quả thất thường hơn, trước khi kịp ghi đủ số điểm cần thiết vào cuối mùa để lên hạng. Tại giải năm đó, huấn luyện viên Oscar Heisserer cũng xỏ giày và thi đấu một số trận.
Chuẩn bị cho lần đầu tiên được thi đấu tại hạng cao nhất của bóng đá Pháp vào mùa bóng 1951-1952, đội đưa về Lyon ba tuyển thủ quốc gia Antoine Rodriguez, Pierre Flamion và André Grillon. Cùng hai cầu thủ trẻ nhiều triển vọng là Gilbert Bonvin và André Lerond. Tuy nhiên giải hạng nhất vẫn còn quá tầm với một đội bóng trẻ, OL phải xuống hạng ngay tại mùa bóng năm đó.
Sau một mùa bóng chuyển giao và tái xây dựng lực lượng, Olympique Lyonnais giành lại quyền lên chơi ở giải hạng nhất của bóng đá Pháp vào cuối giải năm 1953-1954.

### 29 năm ở giải hạng nhất
Từ năm 1954 cho đến 1983, Lyon thi đấu liên tục 29 năm liên tại giải hạng nhất Pháp. Cho đến khi đội xuống hạng vào cuối mùa giải 1982-1983, đấy là kỷ lục về số năm thi đấu liên tục tại hạng đấu cao nhất của bóng đá Pháp tính tới thời điểm đó. Thời kỳ hoàng kim của đội bóng trong khoảng thời gian này là từ đầu thập niên 60 cho đến khoảng giữa những năm 70. Lyon trong thời kỳ này được coi là một đội hợp với đá cúp, đội có nhiều tài năng nhưng quá thất thường để giành giải vô địch quốc gia, nhưng trong từng trận đấu một thì Lyon có thể làm nên điều kỳ diệu trước bất kỳ đội bóng nào. Từ năm 1963 đến năm 1973, OL trong vòng 10 năm đã 5 lần lọt vào chung kết Cúp quốc gia Pháp (trong đó có ba lần vô địch vào các năm 1964, 1967, 1973). Olympique Lyonnais cũng lọt vào bán kết Cúp C2 châu Âu năm 1964 và chịu thúc thủ trước Sporting Clube de Portugal, đội sau đó giành ngôi quán quân.
Lối chơi của đội bóng trong thời kỳ này thường dựa vào một hàng phòng ngự số đông, vì các tiền đạo tuyến trên của họ (Nestor Combin, Angel Rambert rồi Fleury Di Nallo, Serge Chiesa, và huyền thoại Bernard Lacombe) đều có đẳng cấp cao và là các chân sút chủ lực của đội tuyển Pháp vào thời điểm đó, nên các huấn luyện viên Lyon thường cho họ độc lập tác chiến mà chú trọng lực lượng cho hàng phòng thủ. Sau năm 1975, lực lượng của Olympique Lyonnais không được bổ sung một cầu thủ nào tương xứng ngoài trừ Jean Tigana (trong 3 mùa bóng từ 1978 đến 1981), đội dần trượt dốc và xuống hạng vào cuối mùa giải 1982-1983.

### OL = Aulas

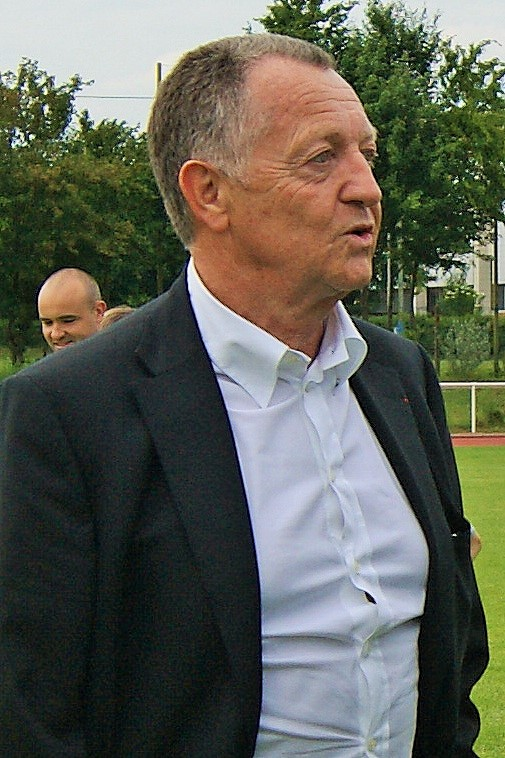
OL đã đạt được một tầm vóc mới sau sự xuất hiện của Jean-Michel Aulas vào năm 1987.

Olympique Lyonnais ở lại giải hạng nhì trong 6 năm, ngân sách của đội không đủ mạnh để cho phép ngay lập tức trở lại hạng nhất. Năm 1987, sau những năm CLB phải chơi ở giải D2, Jean-Michel Aulas, một chủ doanh nghiệp trong lĩnh vực công nghệ thông tin đầu tư vào CLB và giành quyền kiểm soát. Ông đặt ra tham vọng "tham dự đấu trường châu Âu trong 5 năm". Aulas đã gây ngạc nhiên khi sa thải huấn luyện viên Robert Nouzaret, một trong những biểu tượng của CLB. Tuy nhiên, đội bóng dưới sự điều hành của ông đã thăng hạng lên Ligue 1 năm 1989 dưới sự dẫn dắt của Raymond Domenech.
Việc giành quyền tham dự đấu trường châu Âu cũng được hoàn thành chỉ sau 2 mùa giải ở Ligue 1. Như vậy, Aulas đã thực hiện được mục tiêu đặt ra trước đó. Tuy vậy, câu lạc bộ lại đối mặt với cuộc chiến trụ hạng mùa giải ngay sau đó. Trong suốt thập niên 1990, Lyon có thành tích khá thất thường, đội thường xếp ở khoảng giữa của bảng xếp hạng. Nổi bật nhất có lẽ là mùa giải 1994-1995 khi OL đứng thứ hai chung cuộc sau FC Nantes, nhờ vào thế hệ cầu thủ đi lên từ lò đào tạo của đội bóng như Florian Maurice hay Bruno Ngotty.
Năm 1999, việc đầu tư 15 triệu euro của tập đoàn Pathé vào OL đổi lấy một phân ba cổ phần của CLB cho phép Jean-Michel Aulas tăng cường đáng kể về lực lượng, ngôi sao lớn đầu tiên về vùng Rhônes có lẽ là tiền đạo đội tuyển Brasil Sonny Anderson (với giá chuyển nhượng kỷ lục của bóng đá Pháp vảo thời điểm đó), đánh dấu một sự khời đầu kỉ nguyên của CLB.
Năm 2002, OL giành danh hiệu vô địch Ligue 1 lần đầu tiên trong lịch sử vào vòng đấu cuối cùng của mùa giải. Trước vòng cuối cùng, OL đứng thứ hai với 2 điểm ít hơn RC Lens. Lịch thi đấu vô tình xếp chính hai đội sẽ đối đầu với nhau tại lượt trận cuối cùng ở Gerland, Lyon giành chiến thắng với tỉ số 3-1 để giành ngôi quán quân. Sau chức vô địch đầu tiên này là chuỗi 7 chức vô địch liên tiếp (kỷ lục của bóng đá Pháp). OL đã trở thành một thế lực bóng đá không chỉ ở Pháp mà còn là ở châu Âu. Đội bóng cũng là thành viên của G14 (tổ chức của 18 CLB đứng đầu châu Âu, tan giã vào năm 2008, được thay thế bằng European Football Association). Vào mùa 2003-04, đội bóng lần đầu tiên giành quyền vào tứ kết UEFA Champions League, nhưng họ đã nhận thất này bại trước nhà vô địch năm đó là FC Porto. Mùa mùa giải sau đó, họ có lần thứ 2 liên tiếp vào tứ kết cúp C1 Châu Âu tuy nhiên họ đã phải nhận thất bại trước câu lạc bộ PSV Eindhoven của Hà Lan. Tại trận tứ kết lượt về của cúp C1 năm 2005 trước PSV, tại phút 100 của trận đấu, thủ môn của PSV đã phạm lỗi với tiền đạo Nilmar của Lyon tuy nhiên trọng tài đã bỏ qua pha bóng đó và không cho Lyon được hưởng quả Penalty. Sau đó Lyon đã nhận thất bại trên chấm luân lưu trước PSV và sau này trận đấu được các cổ động viên Lyon đặt tên là "Le jour où il y avait penalty sur Nilmar", dịch sang tiếng Việt là "Ngày mà lẽ ra đã có penalty cho Nilmar". Vào mùa giải 2008-09, đội bóng đánh rơi chức vô địch Ligue 1 vào tay của Bordeaux, kết thúc kỉ nguyên thống trị của đội bóng. Trong thời kì hoàng kim của mình, đội bóng đã đánh bóng tên tuổi cho 1 loạt cầu thủ gồm Gregory Coupet, Patrick Muller, Eric Abidal, Cris, Anthony Réveillère, Mahamadou Diarra, Michael Essien, Juninho, Florent Malouda, Sidney Govou, Sylvain Wiltord, Hatem Ben Arfa và Karim Benzema. Mùa giải 2009-10, đội bóng có lần đầu tiên lọt vào bán kết của UEFA Champions League dưới sự dẫn dắt của huấn luyện viên Claude Puel và phải nhận thất bại trước đương kim á quân Bayern.

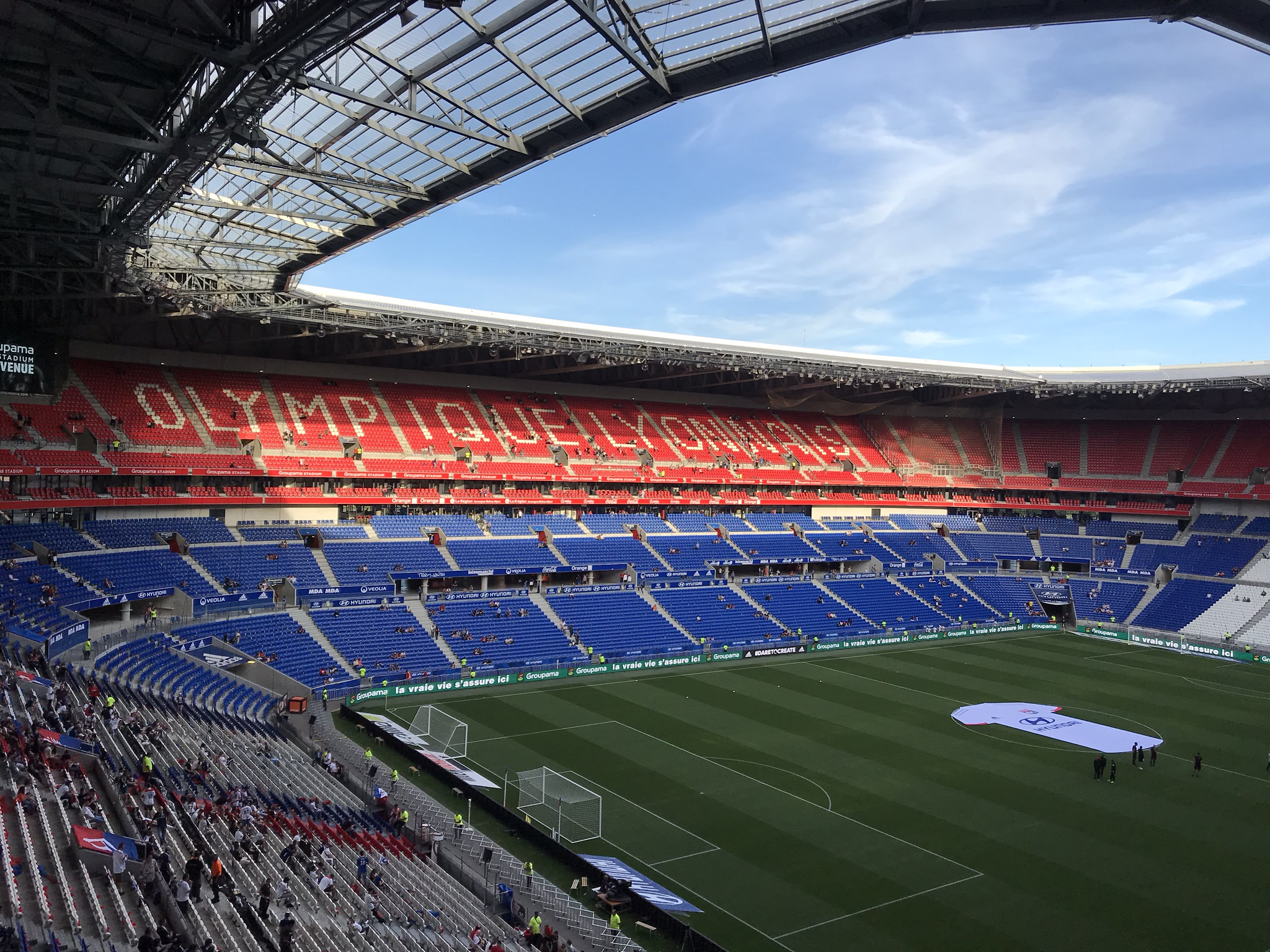
Khán đài của sân Parc Olympique Lyonnais, sân vận động hiện tại của OL.

Năm 2008, Jean-Michel Aulas lên kế hoạch xây sân vận động mới có tên là Parc Olympique Lyonnais để phục vụ cho vòng chung kết Euro 2016. Sân hoàn thành vào tháng 1 năm 2016 và có sức chứa hơn 59000 chỗ ngồi. Trong khi đó sân vận động cũ của Lyon là Stade de Gerland sẽ làm sân nhà cho câu lạc bộ bóng bầu dục của thành phố.
Vào năm 2016, một quỹ đầu tư tư nhân của Trung Quốc đã mua 20% cổ phần của câu lạc bộ với giá 100 triệu Euro. Quỹ do IDG Capital Partners quản lý.
Trong những thập niên 2010, thành tích cũng như vị thế của đội bóng đã không còn được như những năm 2000. Lyon thất bại trong việc mang về thêm một chức vô địch Ligue 1, với thành tích ấn tượng nhất của họ là về nhì vào mùa 2009-10, 2014-15 và 2015-16 với những đầu tàu là những cây săn bàn ấn tượng bao gồm Lisandro Lopez và về sau là Alexandre Lacazette. Tại Cúp Châu Âu, Lyon chỉ có 3 lần lọt vào vòng knockout của UEFA Champions League và có được một lần lọt vào bán kết UEFA Europa League vào mùa 2016-17. Vào thập niên này, đội bóng đã tiếp tục hưởng lợi về việc thu được rất nhiều tiền từ việc bán cầu thủ của mình như Samuel Umtiti (sang Barcelona với giá 25 triệu Euro), Mariano Díaz (sang Real Madrid với giá 21,5 triệu Euro), Willem Geubbels (sang Monaco với giá 20 triệu Euro), Corentin Tolisso (sang Bayern với giá 42 triệu Euro), Alexandre Lacazette (sang Arsenal với giá 53 triệu Euro), Ferland Mendy (sang Real Madrid với giá 48 triệu Euro), Nabil Fekir (sang Real Betis với giá 20 triệu Euro), Tanguy Ndombele (sang Tottenham với giá 60 triệu Euro) và Lucas Tousart (sang Hertha BSC với giá 25 triệu Euro).
Vào mùa giải 2019-20, Lyon đã chơi không tốt và kết thúc mùa bóng tại vị trí thứ 7 trước khi Ligue 1 bị huỷ bỏ do ảnh hưởng của Covid-19. Vị trí đó sẽ không đảm bảo suất dự Cúp Châu Âu vào mùa giải sau cho họ. Họ đã thất bại trong việc vô địch Cúp Quốc gia và Cúp Liên đoàn Pháp, và dừng bước trước FC Bayern München tại bán kết UEFA Champions League, và chấp nhận lần đầu vắng mặt tại Cúp Châu Âu kể từ năm 1995.
Vào tháng 6 năm 2022, Jean-Michel Aulas công bố doanh nhân người Mỹ John Textor đã được chọn để trở thành chủ sở hữu mới của đội bóng. Tuy nhiên John Textor gặp nhiều khó khăn trong việc tìm được các nhà đầu tư để có thể giúp ông gom đủ 846 triệu USD để mua lại hết các cố phần của IDG Capital Partners, Pathé cũng như một phần cổ phần của Aulas. Cuối cùng, vào tháng 12 năm 2022, John Textor chính thức trở thành chủ sở hữu mới của câu lạc bộ khi thành công mua lại 66,56% cổ phần của câu lạc bộ. Trong quá trình chuyển giao thì Aulas sẽ tiếp tục làm chủ tịch của Lyon thêm 3 mùa giải nữa, tức là đến hết mùa 2024-25.
Tuy nhiên, vào ngày 8 tháng 5 năm 2023, nghĩa là vào cuối mùa giải 2022-23, trang chủ câu lạc bộ Lyon thông báo rằng John Textor sẽ thay thế Jean-Michel Aulas để trở thành chủ tịch của đội bóng, và đặt một dấu chấm hết cho kỉ nguyên 36 năm của Lyon dưới sự lãnh đạo của Aulas với hơn 50 danh hiệu giành được cho cả đội nam và đội nữ.

### OL thời kì hậu Aulas
Vào tháng 6 năm 2023, John Textor đã chọn nhà quản lý người Pháp Santiago Cucci thay thế ông để trở thành chủ tịch mới của Lyon. Ở mùa giải đầu tiên năm quyền lãnh đạo đội bóng, Textor cùng với Cucci đã đưa ra hàng loạt cải tổ trong đội ngũ quản lý và huấn luyện của đội bóng, trước hết bằng việc tiến cử tuyển trạch viên chính mới là Matthieu Louis-Jean để thay thế cho Bruno Cheyrou, cùng với đó là việc đưa "cánh tay phải" của Aulas là Vincent về một vị trí chuyên về tài chính thay vì bóng đá. Textor đã tuyên bố sẽ giữ chân các trụ cột với mục đích đưa đội bóng trở lại đấu trường Châu Âu sau 2 mùa giải vắng bóng. Tuy nhiên, ông đã gặp thất bại khi các tài năng trẻ Castello Lukeba và Bradley Barcola đã lần lượt ra đi với với tổng mức phí chuyển nhượng gần 100 triệu Euro. Không những thế, Lyon đã bị Hội đồng quản lý tài chính các đội bóng Pháp (DNCG) phạt hạn chế chuyển nhượng do tình hình vay nợ của đội bóng tồn tại kể từ thời Aulas nắm quyền. Điều này khiến Textor không thể chi tiêu nâng cấp đội hình.

## Lò đào tạo trẻ của đội bóng
Trung tâm đào tạo trẻ của Lyon được công nhận là một trong những lò đào tạo cầu thủ trẻ tốt nhất của Pháp và thường xuất hiện trong danh sách những trung tâm đào tạo cầu thủ trẻ tốt nhất tại châu Âu, ngang hàng với FC Barcelona và Real Madrid.
Theo Faouzi Djedou-Benamid, nhà tuyển dụng của câu lạc Niort và là đồng tác giả của cuốn sách Why French Football Goes to the Wall (2015), khác với các học viện bóng đá hàng đầu ở Châu Âu khác, lò đào tạo do Olympique Lyonnais ưu tiên việc về kĩ năng, kinh nghiệm qua các trận đấu mà các cầu thủ học được hơn là chú tâm vào kết quả của các trận đấu: "Các huấn luyện viên của đội trẻ Lyon không ngần ngại việc để các hậu vệ lên chơi ở hàng tiền vệ để "họ học cách sử dụng đôi chân của mình tốt hơn". Ngoài ra, việc huấn luyện không thiên về lối chơi nào, cho phép các cầu thủ dễ dàng thích nghi.
Học viện đào tạo trẻ của Lyon được France Football đánh giá là một trong những lò đào tạo trẻ tốt nhất châu Âu vào năm 2015, thường xuyên đóng góp những cầu thủ chất lượng để cung cấp đội một, thậm chí còn có một số cầu thủ còn đem về số tiền lớn cho câu lạc bộ sau khi được mang bán cho đội bóng khác. Sự cạnh tranh trong các đội trẻ của Lyon thường rất khó khăn với khốc liệt đối với các cầu thủ trẻ của của đội bóng, vì vậy, một số cầu thủ dù tự nguyện hoặc không, sẽ thường chọn phương án chia tay học viện của Lyon để tìm kiếm cơ hội ra sân ở các đội trẻ khác. Sau đây danh sách không đầy đủ các cầu thủ đáng chú ý được đào tạo trong các đội trẻ của Olympique Lyonnais:
| Vị trí   | Tên cầu thủ         | Thời gian ở đội bóng  | Vị trí   | Tên cầu thủ          | Thời gian ở đội bóng |
| -------- | ------------------- | --------------------- | -------- | -------------------- | -------------------- |
| Tiền đạo | Fleury Di Nallo     | 1960-1974             | Tiền đạo | Jean Djorkaeff       | 1958-1966            |
| Tiền đạo | Bernard Lacombe     | 1969-1978             | Tiền vệ  | Jean-Philippe Durand | ?-1980               |
| Hậu vệ   | Bruno Ngotty        | ?-1995                | Tiền đạo | Nestor Combin        | 1959-1964            |
| Thủ môn  | Marcel Aubour       | ?-1966                | Tiền đạo | Daniel Xuereb        | 1976-1981            |
| Tiền đạo | Ludovic Giuly       | 1987-1998             | Tiền vệ  | Florent Balmont      | 1996-2004            |
| Hậu vệ   | Jérémie Bréchet     | 1998-2003             | Hậu vệ   | Rémi Garde           | 1984-1993            |
| Hậu vệ   | Raymond Domenech    | 1960-1977             | Tiền đạo | Florian Maurice      | 1984-1997            |
| Tiền đạo | Sidney Govou        | 1997-2010             | Hậu vệ   | Bouna Sarr           | 2005-2009            |
| Tiền đạo | Frédéric Kanouté    | 1997-2000             | Tiền đạo | Anthony Martial      | 2009-2013            |
| Tiền đạo | Karim Benzema       | 1997-2009             | Hậu vệ   | Samuel Umtiti        | 2002-2016            |
| Tiền đạo | Rachid Ghezzal      | 2004-2017             | Tiền vệ  | Corentin Tolisso     | 2007-2017 / 2022-    |
| Tiền vệ  | Hatem Ben Arfa      | 2002-2008             | Tiền vệ  | Maxime Gonalons      | 2000-2017            |
| Tiền đạo | Loïc Rémy           | 1999-2008             | Thủ môn  | Anthony Lopes        | 2000-                |
| Tiền đạo | Anthony Mounier     | 1999-2009             | Tiền vệ  | Jérémy Clément       | 1997-2006            |
| Tiền vệ  | Steed Malbranque    | 1994-2001 / 2012-2016 | Tiền vệ  | Jordan Ferri         | 2007-2019            |
| Tiền đạo | Alexandre Lacazette | 2003-2017 / 2022-     | Hậu vệ   | François Clerc       | 1997-2010            |
| Tiền đạo | Alassane Pléa       | 2009-2014             | Tiền vệ  | Clément Grenier      | 2002-2018            |
| Tiền đạo | Amine Gouiri        | 2013-2020             | Tiền vệ  | Maxence Caqueret     | 2011-                |
| Tiền đạo | Rayan Cherki        | 2010-                 | Hậu vệ   | Malo Gusto           | 2016-2023            |
| Hậu vệ   | Castello Lukeba     | 2011-2023             | Hậu vệ   | Pierre Kalulu        | 2010-2020            |
| Tiền vệ  | Houssem Aouar       | 2009-2023             | Tiền vệ  | Nabil Fekir          | 2011-2019            |
| Tiền đạo | Georges Mikautadze  | 2008-2015 / 2024-     | Tiền đạo | Bradley Barcola      | 2010-2023            |

Trong lịch sử, đội trẻ của Lyon đã có 4 lần giành đựoc chức vô địch Coupe Gambardella vào các năm 1971, 1994, 1997 và 2022, giải đấu đựoc coi là Cúp Quốc Gia giành cho các đội trẻ bên Pháp.

## Màu áo và biểu trưng

### Lịch sử áo đấu
Kể từ khi câu lạc bộ được thành lập, các màu cơ bản như màu đỏ, xanh dương, và trắng đã trở thành sắc màu truyền thống của đội. Trong những năm đầu của câu lạc bộ, Olympique Lyonnais chủ yếu chơi trong bộ đồng phục trắng. Vào năm 1955, các quan chức của Lyon quyết định thêm vào bộ trang phục một sự kết hợp giữa hai màu xanh và đỏ. Năm 1961, chiếc áo trắng truyền thống chính thức vào dĩ vãng và hai dải đỏ và xanh được định hình theo chiều ngang. Sau sáu năm, câu lạc bộ trở lại với bộ đồng phục toàn màu trắng, nhưng vẫn giữ nguyên vẹn các sọc màu đỏ và màu xanh, thay vì giữ chúng theo chiều ngang, với thay đổi là các dải màu thể hiện theo chiều dọc và ở phía bên trái của chiếc áo. Vào năm 1976, câu lạc bộ đã phải chịu đựng một sự thay đổi mạnh mẽ trong áo đấu của họ, thay đổi đồng phục toàn trắng của họ thành toàn đỏ, giống như câu lạc bộ Liverpool ở Anh. Câu lạc bộ mặc những bộ áo đấy này cho đến mùa bóng 1989-90, với những mùa giải 1977-78 và 1978-79 họ đã loại sớm tại đấu trường Châu Âu sau khi câu lạc bộ đã thêm sọc dọc màu xanh hải quân lên chiếc áo mà không đem lại may mắn. Sau mùa giải 1989-90, câu lạc bộ trở lại bộ áo đấu toàn màu trắng và kể từ mùa giải 1995-1996, câu lạc bộ trở lại các sọc dọc, nhưng lại chọn để chèn chúng ở trung tâm của chiếc áo, thay vì sang trái. Câu lạc bộ giữ phong cách này cho đến mùa giải 2001-02. Trong mùa giải 2002-2003, chủ tịch Jean-Michel Aulas tuyên bố rằng câu lạc bộ sẽ trở lại sử dụng sắc màu như ban đầu thiết kế, với một số chi tiết sửa đổi nhỏ sau mỗi năm trong khoảng chu kỳ bảy năm giành được danh hiệu Ligue 1 liên tiếp của đội bóng. Đối với mùa giải 2009-10, Lyon đã trả lại các sọc đỏ và xanh ngang. Tại UEFA Champions League, Lyon đã sử dụng nhiều màu khác nhau như là sự lựa chọn đầu tiên, bao gồm màu đỏ, xanh hải quân, xanh nhạt, đen, bạc và vàng huỳnh quang. Năm sau đó, Lyon đã sử dụng áo đấu có các sọc chéo, với sư tử được tích hợp vào các dải. Năm 2012-2013, câu lạc vẫn áp dụng các sọc này nhưng có xu hướng theo chiều ngang. Vào năm 2015, Lyon đã từ bỏ các sọc rộng và thay thế bằng các sọc màu xanh lam ngang mỏng dọc theo áo đấu, với logo ở ngực phải, và không còn ở giữa như năm trước. Đối với mùa giải 2015-2016, Lyon đã sử dụng sọc ngang màu xanh dọc ngực, nhưng không còn các sọc đỏ.
| Từ 1955 đến 1961 | Từ 1961 đến 1967 | Từ 1971 đến 1976 | Từ 1976 đến 1978 | Từ 1978 đến 1979 | Từ 1980 đến 1990 | Từ 1998 đến 2001 | 2004-2006 |
| 2006-2008        | 2008-2009        | 2009-2010        | 2010-2011        | 2011-2012        | 2012-2013        | 2013-2014        | 2014-2015 |
| 2015-2016        | 2016-2017        | 2017-2018        | 2018-2019        | 2019-2020        | 2020-2021        |                  |           |

Trên sân khách, Olympique Lyonnais chủ yếu mặc trang phục đen, đỏ hoặc xanh đậm xen kẽ, sử dụng một "mẫu" khác với áo đấu sân nhà.
| 2004-2005 | 2006-2007 | 2007-2008 | 2009-2010 | 2010-2011 | 2011-2012 | 2012-2013 | 2013-2014 |
| 2014-2015 | 2015-2016 | 2016-2017 | 2017-2018 | 2018-2019 | 2019-2020 | 2020-2021 |           |

Áo đấu thứ ba là cơ hội để hiển thị nhiều đồ họa và màu sắc nguyên bản hơn so với hai trang phục còn lại.
| 2004-2005 | 2005-2006 | 2006-2007 | 2007-2008 | 2008-2009 | 2009-2010 | 2010-2011 | 2011-2012 |
| 2012-2013 | 2013-2014 | 2014-2015 | 2015-2016 | 2016-2017 | 2017-2018 | 2018-2019 | 2019-2020 |
| 2020-2021 |           |           |           |           |           |           |           |

### Lịch sử logo
Logo đầu tiên của Olympique Lyonnais được tạo ra vào năm 1950, khi câu lạc bộ được thành lập. Các màu đỏ và xanh được đề xuất bởi bác sĩ phẫu thuật Marcel Trillata  và được lấy cảm hứng trực tiếp từ quốc huy của thành phố Lyon, có phần dưới màu đỏ và được bao phủ bởi một con sư tử cùng với phần trên màu xanh lam và được bao phủ bởi ba bông hoa loa kèn vàng. Logo của Olympique Lyonnais vẫn giữ nguyên các đặc tính của quốc huy của thành phố nhưng thay thế hoa loa kèn bằng chữ "OL" ở phần trên. Logo này xuất hiện ở phần thân của áo đấu đầu tiên. Nó được giữ trong 10 năm đầu tiên tồn tại trước khi bị thay thế sau những năm 1960. Từ những năm 1970, logo trở nên phức tạp hơn với liên tiếp các dải màu trắng, xanh lam và trắng ở phía bên phải; phần còn lại là màu đỏ với họa tiết hình chú sư tử đặc trưng của thành phố Lyon đứng trên một quả bóng đá. Các chữ cái "OL" nằm ở bên trái của con sư tử và đan xen vào nhau. Mô-típ với một con sư tử đối mặt với các chữ cái "OL" được giữ lại trên logo từ năm 1961 và cho đến năm 1989.
Sau sự xuất hiện của Jean-Michel Aulas vào năm 1987, việc nghiên cứu về một logo mới đã được khởi động. Logo mới đã xuất hiện trên áo đấu vào năm 1989 và không còn đại diện cho các huy hiệu ban đầu. Đồ họa của nó năng động và hiện đại hơn. Nó được đặc trưng bởi các chữ cái viết hoa "OL" với một bóng đổ ở bên phải. Hai đường viền hình chữ "V" được nhúng vào các chữ cái. Viền trên có màu đỏ và viền thứ hai là màu xanh lam. Logo này đã được Olympique Lyonnais sử dụng cho đến năm 1996. Sau đó đánh dấu một bước tiến mới trong đồ họa logo của Lyon. Điều này tìm thấy một dạng quốc huy với một dải trên ngang, gồm nền màu đỏ và hai dòng chữ "Olympique Lyonnais" bằng chữ in hoa bằng vàng. Phần dưới được nhuộm màu xanh lam được chồng chữ OL viền vàng và nền trắng. Con sư tử đặc trưng của thành phố Lyon được lồng vào chữ O bằng màu vàng kim. Một thay đổi nhỏ đối với  này đã được thực hiện vào năm 2006. Nó liên quan đến đề cập "Olympique Lyonnais" ở phần trên. Màu vàng được thay thế bằng các ký tự màu trắng. Sau khi đổi chủ vào năm 2022, khi John Textor trở thành chủ sở hữu, Lyon tiếp tục thay đổi logo với mục đích hiện đại hóa khi công bố một logo gần giống như cái cũ, tuy nhiên phiên bản mới có thiết kế tinh tế hơn, các đường viền vàng mỏng hơn, cùng hình dạng và kích thước của các dòng chữ đã được cập nhật một chút.

1977-1980
1980-1989
1989-1996
2006-2022

## Cầu thủ

### Đội hình hiện tại
Tính đến ngày 4 tháng 9 năm 2024
Ghi chú: Quốc kỳ chỉ đội tuyển quốc gia được xác định rõ trong điều lệ tư cách FIFA. Các cầu thủ có thể giữ hơn một quốc tịch ngoài FIFA.
| Số | VT | Quốc gia    | Cầu thủ                          |
| -- | -- | ----------- | -------------------------------- |
| 1  | TM | Brasil      | Lucas Perri                      |
| 3  | HV | Argentina   | Nicolás Tagliafico               |
| 4  | TV | Bờ Biển Ngà | Paul Akouokou                    |
| 7  | TV | Pháp        | Jordan Veretout                  |
| 8  | TV | Pháp        | Corentin Tolisso (đội phó)       |
| 10 | TĐ | Pháp        | Alexandre Lacazette (đội trưởng) |
| 11 | TĐ | Bỉ          | Malick Fofana                    |
| 15 | TV | Hoa Kỳ      | Tanner Tessmann                  |
| 16 | HV | Brasil      | Abner                            |
| 18 | TĐ | Pháp        | Rayan Cherki                     |
| 19 | HV | Sénégal     | Moussa Niakhaté                  |
| 20 | HV | Pháp        | Saël Kumbedi                     |

| Số | VT | Quốc gia  | Cầu thủ                       |
| -- | -- | --------- | ----------------------------- |
| 22 | HV | Angola    | Clinton Mata                  |
| 23 | TV | Argentina | Thiago Almada                 |
| 26 | TV | Tunisia   | Chaïm El Djebali              |
| 27 | HV | Comoros   | Warmed Omari (mượn từ Rennes) |
| 29 | TĐ | Pháp      | Enzo Molebe                   |
| 31 | TV | Serbia    | Nemanja Matić                 |
| 37 | TĐ | Ghana     | Ernest Nuamah                 |
| 40 | TM | Pháp      | Rémy Descamps                 |
| 50 | TM | Mali      | Lassine Diarra                |
| 55 | HV | Croatia   | Duje Ćaleta-Car               |
| 69 | TĐ | Gruzia    | Georges Mikautadze            |
| 98 | TV | Anh       | Ainsley Maitland-Niles        |

### Cho mượn
Ghi chú: Quốc kỳ chỉ đội tuyển quốc gia được xác định rõ trong điều lệ tư cách FIFA. Các cầu thủ có thể giữ hơn một quốc tịch ngoài FIFA.
| Số | VT | Quốc gia | Cầu thủ                                        |
| -- | -- | -------- | ---------------------------------------------- |
| —  | TM | Pháp     | Mathieu Patouillet (tại Sochaux đến 30/6/2025) |
| —  | HV | Brasil   | Adryelson (tại Botafogo đến 31/12/2024)        |
| —  | HV | Maroc    | Achraf Laâziri (tại RWDM đến 30/6/2025)        |
| —  | TV | Pháp     | Islamdine Halifa (tại RWDM đến 30/6/2025)      |

| Số | VT | Quốc gia  | Cầu thủ                                     |
| -- | -- | --------- | ------------------------------------------- |
| —  | TV | Pháp      | Johann Lepenant (tại Nantes đến 30/6/2025)  |
| —  | TV | Bỉ        | Orel Mangala (tại Everton đến 30/6/2025)    |
| —  | TĐ | Brasil    | Jeffinho (tại Botafogo đến 31/12/2024)      |
| —  | TĐ | Thụy Điển | Amin Sarr (tại Hellas Verona đến 30/6/2025) |

## Các đời huấn luyện viên trưởng
Olympique Lyonnais đã trải qua 22 đời huấn luyện viên trưởng cùng với hai vị huấn luyện viên tạm thời kể từ khi câu lạc bộ lần đầu bổ nhiệm Oscar Heisserer làm huấn luyện viên chuyên nghiệp vào năm 1950. Heisserer cũng là cầu thủ kiêm huấn luyện viên đầu tiên của câu lạc bộ trong vòng một mùa giải trước khi tuyên bố giải nghệ với tư cách cầu thủ để tập trung cho việc cầm quân. Huấn luyện viên tại vị lâu nhất về thời gian trong lịch sử câu lạc bộ là Aimé Mignot, người đã dẫn dắt Lyon trong vòng 8 năm từ 1968 đến 1976. Alain Perrin, huấn luyện viên của đội bóng trong mùa 2007-08, là huấn luyện viên Lyon đầu tiên đạt được cú đúp danh hiệu Ligue 1 và Coupe de France trong cùng một mùa. Dưới đây là danh sách các huấn luyện viên từng dẫn dắt Olympique Lyonnais trong lịch sử:
- 1950-1954:  Oscar Heisserer
- 1954-1955:  Julien Darui
- 1955-1959:  Lucien Troupel
- 1959-1961:  Gaby Robert
- 1961-1962:  Manu Fernamdez
- 1962-1966:  Lucien Jasseron
- 1966-1968:  Louis Hon
- 1968-1976:  Aimé Mignot
- 1976-1980:  Aimé Jacquet
- 1980-1981:  Jean-Pierre Destrumelle
- 1981-1982:  Vladimir Kovacevic
- 1981-1982:  Robert Herbin
- 1984-1987:  Robert Nouzaret
- 1987-1988:  Denis Papas
- 1988-1988:  Marcel Le Borgne
- 1988-1993:  Raymond Domenech
- 1993-1995:  Jean Tigana
- 1995-1996:  Guy Stephan
- 1996-2000:  Bernard Lacombe
- 2000-2002:  Jacques Santini
- 2002-2005:  Paul Le Guen
- 2005-2007:  Gérard Houllier
- 2007-2008:  Alain Perrin
- 2008-2011:  Claude Puel
- 2011-2014:  Remi Garde
- 2014-2015:  Hubert Fournier
- 2015-2019:  Bruno Génésio
- 2019:       Sylvinho
- 2019-2021:  Rudi Garcia
- 2021-2022:   Peter Bosz
- 2022-2023 :  Laurent Blanc
- 2023 :  Fabio Grosso
- 2023- :  Pierre Sage

## Chủ tịch câu lạc bộ
| Các chủ tịch của Olympique Lyonnais \| - 1950-1959: Armand Groslevin - 1959-1965: Ferdinand Maillet - 1965-1977: Edouard Rochet - 1977-1981: Roger Michaux \| - 1981-1982: Jean Perrot - 1982-1983: Raymond Perrot - 1983-1987: Charles Mighirian - 1987-2023: Jean-Michel Aulas - 2023- John Textor \| | |
| - 1950-1959: Armand Groslevin - 1959-1965: Ferdinand Maillet - 1965-1977: Edouard Rochet - 1977-1981: Roger Michaux | - 1981-1982: Jean Perrot - 1982-1983: Raymond Perrot - 1983-1987: Charles Mighirian - 1987-2023: Jean-Michel Aulas - 2023- John Textor |

## Các cầu thủ tiêu biểu
Kể từ khi nó được thành lập, một số cầu thủ đã tô điểm cho lịch sử của Olympique Lyonnais. Một số trong số người đã trở thành những tuyển thủ quốc gia và có được danh tiếng lớn tại Châu Âu thậm chí trên toàn thế giới. Một phần trong số đó đã được đào tạo bởi câu lạc bộ, những người khác thì được tuyển chọn từ khắp nơi trên thế giới. Dưới đây là danh sách 10 cầu thủ ra sân nhiều nhất cùng với 10 cầu thủ ghi bàn nhiều nhất trong lịch sử câu lạc bộ:
| Tên                | Số trận | Số bàn thắng | Năm khoác áo đội bóng   |
| ------------------ | ------- | ------------ | ----------------------- |
| Serge Chiesa       | 542     | 134          | 1969 - 1983             |
| Grégory Coupet     | 519     | 0            | 1997 - 2008             |
| Fleury Di Nallo    | 494     | 222          | 1960 - 1974             |
| Yves Chauveau      | 490     | 0            | 1964 - 1975 1978 - 1982 |
| Anthony Lopes      | 489     | 0            | 2012 -                  |
| Aimé Mignot        | 425     | 1            | 1955 - 1966             |
| Sidney Govou       | 412     | 77           | 1999 - 2010             |
| Anthony Réveillère | 400     | 5            | 2003 - 2013             |
| Ángel Rambert      | 380     | 66           | 1960 - 1970             |
| Juninho            | 344     | 100          | 2001 - 2009             |

| Tên                 | Số bàn thắng | Số trận | Năm khoác áo đội bóng |
| ------------------- | ------------ | ------- | --------------------- |
| Fleury Di Nallo     | 222          | 494     | 1960 - 1974           |
| Alexandre Lacazette | 182          | 351     | 2010 - 2017 2022 -    |
| Bernard Lacombe     | 149          | 230     | 1969 - 1978           |
| Serge Chiesa        | 132          | 541     | 1969 - 1983           |
| Juninho             | 100          | 344     | 2001 - 2009           |
| Bafétimbi Gomis     | 95           | 244     | 2009 - 2014           |
| Nestor Combin       | 94           | 164     | 1959 - 1964           |
| Sonny Anderson      | 94           | 160     | 1999 - 2003           |
| Ernest Schultz      | 91           | 176     | 1952 - 1957           |
| Lisandro Lopez      | 82           | 168     | 2009 - 2013           |

## Thành tích
- Vô địch quốc gia: 7
  - Vô địch: 2002, 2003, 2004, 2005, 2006, 2007, 2008
- Cúp quốc gia: 5
  - Vô địch: 1964, 1967, 1973, 2008, 2012
- Cúp Liên đoàn: 1
  - Vô địch: 2001
- Siêu cúp nước Pháp: 8
  - Vô địch: 1973, 2002, 2003, 2004, 2005, 2006, 2007, 2012
- Cúp Intertoto: 1
  - Vô địch: 1997
- Vô địch Giải hạng nhì Pháp: 3
  - Vô địch: 1951, 1954, 1989